# Saint-Bonnet-de-Valclérieux
Pour les articles homonymes, voir Saint-Bonnet (homonymie).
Saint-Bonnet-de-Valclérieux est une ancienne commune française située dans le département de la Drôme en région Auvergne-Rhône-Alpes.
Depuis le 1er janvier 2019, elle est une commune déléguée de Valherbasse.

## Géographie

### Localisation
Saint-Bonnet-de-Valclérieux est située à 45 kilomètres au nord-est de Valence, 20 kilomètres au nord de Romans-sur-Isère (chef-lieu du canton), à 16 kilomètres au nord-est de Saint-Donat-sur-l'Herbasse, à 14 km au sud-ouest de Roybon et à 20 kilomètres à l'ouest de Saint-Marcellin.

### Relief et géologie
Sites particuliers :

### Hydrographie
La commune est arrosée par :
- le ruisseau Le Valéré[1] (Valeray (Cassini), La Valerée en 1891) : affluent de l'Herbasse qui passe sur les communes de Saint-Bonnet-de-Valclérieux et de Miribel. Son cours est de 4,05 km. En 1891, sa largeur moyenne était de 7,70 m, sa pente de 75 m, son débit ordinaire de 0,296 m3, extraordinaire de 18 m3[2] ;
- le ruisseau de la Combe du Rat, affluent du Valéré[1] ;
- le ruisseau de la Merlière, affluent du Valéré[1] (Merelliera en 1459 (terrier de Vernaison), La Merlinera en 1489 (terrier de Parnans), Merlières en 1891)[3].

## Toponymie

### Attestations
Dictionnaire topographique du département de la Drôme :
- 1107 : mention de la paroisse : ecclesia Sancti Boneti in agro Cladrense (cartulaire de Romans, 237).
- XIVe siècle : mention de la paroisse : capella Sancti Boneti Vallis Clayriaci (pouillé de Vienne).
- 1393 : castrum de Valle Cleriaci (choix de documents, 226).
- 1493 : mention de la paroisse : perrochia Sancti Boneti Vallis Clareysii mandamenti Montis Rigaudi (inventaire de Chaponnay).
- 1521 : mention de la paroisse : ecclesia Sancti Boneti Vallis Clareysii (inventaire de Chaponnay).
- 1788 : Saint Bonnet de Montrigaud ou Saint Bonnet de Valclérieu (Alman. du Dauphiné).
- 1891 : Saint-Bonnet-de-Valclérieux, commune du canton du Grand-Serre.

## Histoire

### Du Moyen Âge à la Révolution
La seigneurie :
- Au point de vue féodal, Saint-Bonnet-de-Valclérieux était une terre (ou seigneurie) démembrée de celle de Montrigaud au XVIe siècle[4].
- Possession des Miribel[5].
- 1540 : possession des Bressieu[4].
- Elle passe aux Chaponnay, derniers seigneurs[4].

1594 (démographie) : 72 habitants.
Avant 1790, Saint-Bonnet-de-Valclérieux était une communauté de l'élection et subdélégation de Romans et du bailliage de Saint-Marcellin.

Elle formait une paroisse du diocèse de Vienne, unie à celle de Montrigaud vers la fin du XVIe siècle, et dont les dîmes appartenaient au chapitre de Romans qui présentait à la cure.

### De la Révolution à nos jours
En 1790, la commune est comprise dans le canton de Montrigaud. La réorganisation de l'an VIII (1799-1800) la place dans le canton du Grand-Serre.
Le 1er janvier 2019, elle fusionne avec Miribel et Montrigaud pour constituer la commune nouvelle de Valherbasse dont la création est actée par un arrêté préfectoral du 28 août 2018.

## Politique et administration

### Liste des maires
| Période                                                                      | Période                           | Identité              | Étiquette | Qualité                    |
| ---------------------------------------------------------------------------- | --------------------------------- | --------------------- | --------- | -------------------------- |
| Les données manquantes sont à compléter. : de la Révolution au Second Empire |                                   |                       |           |                            |
| 1790                                                                         | 1871                              | ?                     |           |                            |
| Les données manquantes sont à compléter. : depuis la fin du Second Empire    |                                   |                       |           |                            |
| 1871                                                                         | 1874                              | ?                     |           |                            |
| 1874                                                                         | 1878                              | ?                     |           |                            |
| 1878                                                                         | 1884                              | ?                     |           |                            |
| 1884                                                                         | 1888                              | ?                     |           |                            |
| 1888                                                                         | 1892                              | ?                     |           |                            |
| 1892                                                                         | 1896                              | ?                     |           |                            |
| 1896                                                                         | 1900                              | ?                     |           |                            |
| 1900                                                                         | 1904                              | ?                     |           |                            |
| 1904                                                                         | 1908                              | ?                     |           |                            |
| 1908                                                                         | 1912                              | ?                     |           |                            |
| 1912                                                                         | 1919                              | ?                     |           |                            |
| 1919                                                                         | 1925                              | ?                     |           |                            |
| 1925                                                                         | 1929                              | ?                     |           |                            |
| 1929                                                                         | 1935                              | ?                     |           |                            |
| 1935                                                                         | 1945                              | ?                     |           |                            |
| 1945                                                                         | 1947                              | ?                     |           |                            |
| 1947                                                                         | 1953                              | ?                     |           |                            |
| 1953                                                                         | 1959                              | ?                     |           |                            |
| 1959                                                                         | 1965                              | ?                     |           |                            |
| 1965                                                                         | 1971                              | ?                     |           |                            |
| 1971                                                                         | 1977                              | ?                     |           |                            |
| 1977                                                                         | 1981                              | Ludovic Chatenier     | DVG       | medecin                    |
| 1981 (élection ?)                                                            | 1983                              | Pierre Barrier        | DVG       |                            |
| 1981 (élection ?)                                                            | 1983                              | ou Ludovic Chategnier |           | maire sortant ?            |
| 1983                                                                         | 1986                              | Ludovic Chategnier    |           | maire sortant ?            |
| 1986 (élection ?)                                                            | 1989                              | Raymond Mottin        |           | préposé poste et retraité  |
| 1989                                                                         | 1995                              | Raymond Mottin        |           | maire sortant              |
| 1995                                                                         | 1996 (ou 1998)                    | Raymond Mottin        |           | maire sortant              |
| 1996 (ou 1998) (élection ?)                                                  | 2001                              | Bernard Duc           | PS        | retraité de l'enseignement |
| 2001                                                                         | 2008                              | Bernard Duc           |           | maire sortant              |
| 2008                                                                         | 2014                              | Bernard Duc           |           | maire sortant              |
| 2014                                                                         | 2019 (janv.) (fusion de communes) | Bernard Duc           |           | maire sortant              |

## Population et société

### Démographie
L'évolution du nombre d'habitants est connue à travers les recensements de la population effectués dans la commune depuis 1793. Pour les communes de moins de 10 000 habitants, une enquête de recensement portant sur toute la population est réalisée tous les cinq ans, les populations de référence des années intermédiaires étant quant à elles estimées par interpolation ou extrapolation. Pour la commune, le premier recensement exhaustif entrant dans le cadre du nouveau dispositif a été réalisé en 2006.

En 2016, la commune comptait 216 habitants, en stagnation par rapport à 2010 (Drôme : +2,64 %, France hors Mayotte : +2,11 %).
| 1793 | 1800 | 1806 | 1821 | 1831 | 1836 | 1841 | 1846 | 1851 |
| ---- | ---- | ---- | ---- | ---- | ---- | ---- | ---- | ---- |
| 460  | 447  | 559  | 544  | 584  | 580  | 624  | 623  | 677  |

| 1856 | 1861 | 1866 | 1872 | 1876 | 1881 | 1886 | 1891 | 1896 |
| ---- | ---- | ---- | ---- | ---- | ---- | ---- | ---- | ---- |
| 620  | 583  | 559  | 458  | 548  | 566  | 507  | 530  | 525  |

| 1901 | 1906 | 1911 | 1921 | 1926 | 1931 | 1936 | 1946 | 1954 |
| ---- | ---- | ---- | ---- | ---- | ---- | ---- | ---- | ---- |
| 512  | 474  | 415  | 341  | 296  | 308  | 265  | 265  | 331  |

| 1962 | 1968 | 1975 | 1982 | 1990 | 1999 | 2006 | 2011 | 2016 |
| ---- | ---- | ---- | ---- | ---- | ---- | ---- | ---- | ---- |
| 236  | 215  | 201  | 198  | 219  | 202  | 212  | 218  | 216  |

### Manifestations culturelles et festivités
- Fête communale : le premier dimanche d'août[5].
- Fête patronale : le premier dimanche d'octobre[5].

### Médias
- L'Agriculture drômoise, journal d'informations agricoles et rurales couvrant l'ensemble du département de la Drôme.
- L'Impartial de la Drôme, hebdomadaire d'informations.
- Drôme Hebdo (anciennement Peuple Libre), hebdomadaire catholique d'informations.
- Le Dauphiné libéré, quotidien régional.
- France Bleu Drôme Ardèche, radio.

## Économie

### Agriculture
En 1992 : pâturages (bovins, caprins), céréales, vergers, apiculture (miel).

## Culture locale et patrimoine

### Lieux et monuments
- Château de Solage[5] construit sur une ancienne maison forte du XIIIe siècle, bâtiment actuel du XVIIIe siècle[réf. nécessaire].
- Maisons en limousinerie[5].
- Église Saint-Bonnet de Saint-Bonnet-de-Valclérieux du XIXe siècle[5].

### Héraldique, logotype et devise
|  | Saint-Bonnet-de-Valclérieux possède des armoiries dont l'origine et le blasonnement exact ne sont pas disponibles. |